# Алещенко, Андрей Макарович
Андре́й Мака́рович Алещенко (17 февраля 1917 — 10 июня1989) — командир отделения разведки 293-го минометного полка (32-я минометная бригада, 69-я армия, 1-й Белорусский фронт), полный кавалер ордена Славы, старший сержант.

## Биография
Родился 17 февраля 1917 года в городе Луганске. Работал в городе Тирасполе Молдавской АССР техником дорожно-эксплуатационного участка.
В Красной Армии в 1938—1940 годах, проходил службу на Дальнем Востоке. Участник боев на реке Халхин-Гол в 1939 году. После демобилизации вернулся домой.
В мае 1942 года был вновь призван в армию. Участвовал в боях на Сталинградском фронте. Воевал на Северо-Западном и 1-м Белорусском фронтах.
1 августа 1944 года при форсировании реки Вислы в числе первых на подручных средствах переправился через реку. Командуя отделением, принимал участие в отражении контратак противника. 11 ноября 1944 года старший сержант Алещенко Андрей Макарович награждён орденом Славы 3-й степени 238162.
25 января 1945 года в боях за польский город Радом установил место расположения 3 пулеметов, 2 противотанковых и штурмового орудий. Лично подавил огневую точку, поразил 4 солдат противника и взял 1 в плен. Был представлен к награждению орденом Славы 2-й степени.
20 февраля в бою западнее города Лебуса в Германии старший сержант Алещенко сразил 13 противников. Был представлен к награждению орденом Славы 1-й степени. 4 марта 1945 года старший сержант Алещенко Андрей Макарович награждён орденом Славы 2-й степени.
31 мая 1945 года за исключительное мужество, отвагу и бесстрашие старший сержант Алещенко Андрей Макарович награждён орденом Славы 1-й степени. Стал полным кавалером ордена Славы.
После войны продолжал службу в армии. В мае 1946 года старшина Алещенко демобилизован. Жил в городе Луганске.
Умер 10 июня 1989 г.
Похоронен в г. Луганске на Мемориальном кладбище «Острая Могила».